# North (película)
North, distribuida como Un muchacho llamado Norte en España y Regreso a casa en Hispanoamérica, es una película de comedia del año 1994 dirigida por Rob Reiner y protagonizada por Elijah Wood, Bruce Willis, Jason Alexander, Julia Louis-Dreyfus, Jon Lovitz, Dan Aykroyd, Reba McEntire y Alan Arkin. Fue también la primera película donde apareció Scarlett Johansson. La historia está basada en la novela North: The Tale of a 9-Year-Old Boy Who Becomes a Free Agent and Travels the World in Search of the Perfect Parents de Alan Zweibel, quien también escribió el guion y tiene un papel menor en la película.
Pese a estar dirigida por Reiner y tener un buen reparto de estrellas, North recibió agresivas críticas negativas (en especial por parte de Gene Siskel y Roger Ebert, quienes la nombraron la peor película de 1994), fracasó en la taquilla y es considerada una de las peores películas jamás realizadas.

## Argumento
La película comienza con Norte (Elijah Wood), un niño que escucha a sus padres (Jason Alexander y Julia Louis-Dreyfus) discutir sobre sus problemas en la mesa de la cena. Norte, sufre de pronto un ataque de pánico, y comienza a perder el conocimiento con la indiferencia de sus padres. Mientras lo hace, el narrador (Bruce Willis), explica que Norte está teniendo dificultades con sus padres, poniendo un freno a lo que es un éxito en la vida;  Norte es un niño prodigio que es admirado por muchos, pero constantemente ignorado por sus propios padres. Un día, mientras intenta encontrar consuelo en una sala de estar en un centro comercial, aparece un hombre en un traje de conejo rosa que dice ser el Conejo de Pascua (también interpretado por Bruce Willis) y al que Norte explica sus problemas. Se da cuenta de que sus padres no son capaces de ver su talento, mientras que todos los otros padres en su vecindario si pueden. El Conejo de Pascua le sugiere hacer las paces con sus padres.
Norte, no del todo convencido, le dice a su amigo Winchell (Matt McCurley), que trabaja en el periódico escolar, acerca de su plan para posiblemente divorciarse a sí mismo de sus padres. Sin embargo, decide dar a sus padres una última oportunidad, dándoles una llamada telefónica. Cuando no atiende nadie, Norte oficialmente decide divorciarse de sus padres, contrata al abogado Arthur Belt (Jon Lovitz) para hacerlo. Cuando el anuncio de su divorcio se hace público, sus padres se sorprenden al punto en el que se representan en estado de coma. Sin oposición por parte de los padres de Norte, el juez Buckle (Alan Arkin) da a Norte, 6 meses para salir y encontrar a los padres perfectos o de lo contrario sería puesto en un orfanato.
La primera parada de Norte es en Texas, donde trata de pasar algún tiempo con su primer grupo de nuevos padres (Dan Aykroyd y Reba McEntire). Cuando Norte se da cuenta de que están tratando de engordarlo, revelan que ellos quieren que sea más como su primer hijo Buck, quien murió en un estampida. El colmo llega cuando sus nuevos padres en un número musical le explican las cosas horribles que van a hacer con él. Luego es visitado por un vaquero llamado Gabby (también interpretado por Bruce Willis), quien lo convence para buscar a sus nuevos padres en otro lugar. Su siguiente parada es en Hawái , donde se encuentra el gobernador Ho Ho y su señora (Keone Young y Lauren Tom), que también quieren adoptarlo debido a que la Sra. Ho es estéril. Sin embargo, el gobernador Ho pronto coloca un nuevo cartel, el cual incluye a Norte de una manera vergonzosa, que se instalará a lo largo de todas las carreteras principales en el continente, esperando así que la gente sea más proclive a instalarse en Hawái sabiendo que Norte vive allí. Humillado, Norte tiene una conversación con un turista que tiene un detector de metales en la mano (también interpretado por Bruce Willis) y, posteriormente, se traslada a Alaska. Allí, se acomoda en una aldea de hielo con un padre y una madre (Graham Greene y Kathy Bates). Norte se va tras ver como mandan al abuelo de la familia a morir en el hielo. Mientras tanto, los padres reales de Norte, todavía en estado de coma, se exhiben en un museo. Gracias al éxito de Norte, todos los niños en el mundo están amenazando con dejar a sus padres y contratan a Arthur Belt como su abogado.
Norte se prepara para irse a vivir con un conjunto de padres Amish (Alexander Godunov y Kelly McGillis), pero es rápidamente desalentado por la falta de electricidad (junto con el gran tamaño de su nueva familia). Después de ir a África, China, y París, finalmente se instala con una familia aparentemente normal (interpretado por John Ritter, Faith Ford, Scarlett Johansson y Zeigler Jesse) que lo tratan como propio. Sin embargo, a pesar de esta vida casi perfecta, Norte todavía no es feliz y se va. Con la fecha límite acercándose rápidamente, Norte renuncia a la búsqueda de nuevos padres y huye a la ciudad de Nueva York.
Cuando Winchell se entera de la aparición de Norte en Nueva York, con el apoyo de Belt, planea asesinar a Norte, ya que está sacando provecho con su situación. Estos contratan a un asesino a sueldo para matarlo. Cuando Norte se entera a través de una cinta de vídeo que le envió un amigo, no sólo de que sus padres salieron de coma, sino que también le ruegan que los perdone y regrese a casa, Norte se encuentra con un comediante llamado Joey Fingers (también interpretado por Bruce Willis), quien convence a Norte de que "un pájaro en la mano es siempre más verde que la hierba bajo los arbustos del otro tipo". Éste conduce a Norte a un aeropuerto para que pueda reunirse con sus padres. Sin embargo, los niños, que se han aprovechado del caso de Norte hasta este punto, no están dispuestos a dejar a Norte reunirse con sus padres y lo persiguen. Él es salvado por un conductor de camiones (también interpretado por Bruce Willis), que se ve como un ángel de la guarda. A medida que se apresura a casa de sus padres antes de que el verano se termine, Norte está siendo perseguido por un asesino a sueldo mientras corre hacia los brazos de sus padres. Justo cuando está a punto de ser fusilado, Norte despierta en el centro comercial, ahora vacío, revelando que sus aventuras habían sido solo un sueño. Norte es llevado de vuelta a casa en brazos del imitador del Conejo de Pascua, y es recibido por un cálido abrazo de sus padres. De camino a casa, Norte descubre una moneda de plata con un agujero en el medio en el bolsillo - exactamente la misma que recibió en su sueño.

## Reparto
- Elijah Wood como Norte.
- Jason Alexander como el papá de Norte.
- Julia Louis-Dreyfus como la mamá de Norte.
- Marc Shaiman como pianista.
- Matt McCurley como Winchell.
- Jon Lovitz como Arthur Belt.
- Alan Arkin como el juez Buckle.
- Dan Aykroyd como Pa Tex.
- Reba McEntire como Ma Tex.
- Keone Young como el gobernador Ho.
- Lauren Tom como la señora Ho.
- Graham Greene como el papá de Alaska.
- Kathy Bates como la mamá de Alaska.
- Alexander Godunov como el papá amish.
- Kelly McGillis como la mamá amish.
- Faith Ford como Donna Nelson.
- John Ritter como Ward Nelson.
- Scarlett Johansson como Laura Nelson.
- Bruce Willis como el Narrador - Conejo de Pascua, Cowboy (Gabby), Turista, conductor del trineo, conductor de camiones.

## Recepción
North es considerada una de las peores películas jamás realizadas, y fue un fracaso de taquilla, al recaudar 7.182.747 dólares, cuando su presupuesto había sido de 40 millones de dólares. North sufrió mucho por la competencia, durante el verano de 1994, de grandes películas como El rey león, Forrest Gump, Pulp Fiction, True Lies, Speed, La Máscara, Los Picapiedra, Timecop y Peligro inminente. Además, fue rechazada por los críticos por sus chistes sin gracia, contenido para adultos, insensibilidad racial, estereotipación étnica, personajes de corazón frío, referencias a la pedofilia y una trama incomprensible. Kenneth Turan, en su reseña dijo "El problema en general es que no es tanto que el humor (especialmente las situaciones de los intentos de los padres) sea forzado, simplemente no está ahí. Muy poco ocurre en la más simpática de las fantasías que es difícil incluso de adivinar qué tipo de efectos emocionales fueron dirigidos en primera instancia." Turan también preguntó: "¿Cómo pudo el director Rob Reiner, cuyo toque que complace a una audiencia masiva que es usualmente infalible, haber fracasado así de lejos?"
North fue una nominada múltiple de los Premios Golden Raspberry de 1994, en seis categorías incluyendo Peor película y Peor director para Rob Reiner, y actualmente tiene un 15% en Rotten Tomatoes sobre la base de 33 reseñas.

### La reseña de Siskel & Ebert
El crítico de cine Roger Ebert parecía estar molesto con North, notando que tanto Wood como Reiner habían hecho mejores películas. Él sugirió estaba tan mal escrita que incluso el mejor niño actor se vería mal en ella, y vio la película como "alguna especie de lapsus" por parte de Reiner. Ebert premió a North con una rara calificación de cero estrellas e incluso después de 20 años, siguió estando en su lista de sus películas más odiadas. La reseña de Ebert sobre la película fue tan agresiva en su rechazo a esta que se convirtió en una de sus más infames piezas de crítica de cine jamás publicadas. La reseña incluyó la ahora agresiva frase:

Odié esta película. Odié mucho, mucho, mucho, mucho, mucho esta película. La odié. Odié cada tonto momento de insulto hacia un público al que se le consideraba estúpidamente banal. Odié su sensiblería al pensar que a alguien le podría gustar. Odié los insultos velados al público por creer que alguien se pudiera entretener con ella.
Roger Ebert, Reseña y sumario fílmico de North (1994)

Tanto Ebert como su coanfitrión, Gene Siskel, la pronunciaron como la peor película de 1994, una decisión que tomaron de forma independiente. En la reseña original, Ebert la llamó como "una de las completamente más odiosas películas en años recientes, una película que me hace rebajarme incluso cuando pienso en ella." Posteriormente agregó. "Odié esta película demasiado como cualquier otra que hayamos analizado durante los 19 años que hemos realizado este programa. La odié por su premisa, que parece chocantemente despiadada, y por su premisa que es ser sugerida para niños como entretenimiento infantil, por que todos en esta película fueron vulgares y estúpidos, y porque los chistes no fueron graciosos y la mayoría de los personajes fueron odiosos y por el triste intento de agregarle algo de pseudo-psicología con el personaje de Bruce Willis." Siskel prosiguió diciendo que "Creo que [Ebert] tendrá los pies de Rob Reiner en llamas aquí. Quiero decir, él es el hombre a cargo, él dice que es entretenimiento, es deplorable. No hay un gag que funcione. [Ebert] no podría escribir chistes peores si le dijera que escribiera chistes peores. La estereotipación étnica es espantosa, es humillante, te sientes sucio mientras te sientas ahí. Es chatarra, chatarra de primera clase." y concluyó la reseña diciendo "Cualquier tema podría haberse realizado bien, esto es solo basura, Roger." Ebert y su futuro coanimador de Ebert & Roeper, Richard Roeper, declararía a North como una de las 40 peores películas que él ha visto, diciendo que "De todas las películas en esta lista, North puede ser la más difícil de ver de principio a fin. Lo intenté dos veces y fracasé. Hazte un favor y no te molestes. La vida es demasiado corta."